# Kupfertafel

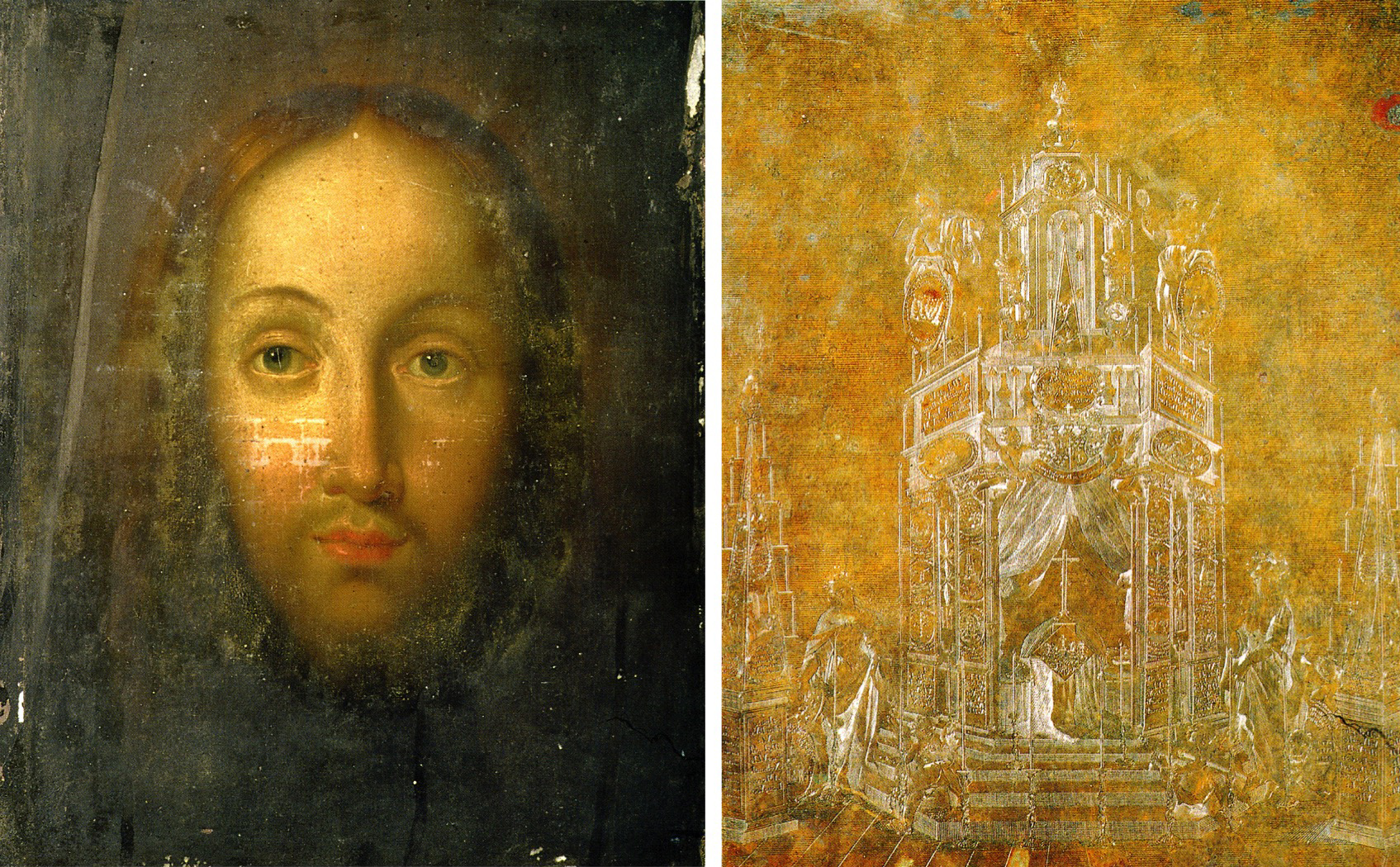
Kupfertafeln wurden schon bevor man sie in der europäischen Tafelmalerei vereinzelt als Bildträger verwendete auch als Druckplatten benutzt (Kupferstich) wie dieses Beispiel belegt.

Als Kupfertafeln bezeichnet man die Bildträger meist kleinerer auf Kupferplatten gemalter Bilder. Sie tauchen in der zweiten Hälfte des 16. Jahrhunderts in Italien, den Niederlanden und Deutschland plötzlich auf, ohne dass genau festgestellt werden kann, wo ihr Ursprung liegt. Es ist auch nicht überliefert, warum dieser Bildträger plötzlich verwendet wurde, obgleich er teurer war als Holz (Holztafelbild) und Leinwand (Leinwandgemälde), und weshalb er sich nur – vereinzelt – bis ins 18. Jahrhundert hielt.

## Herstellung

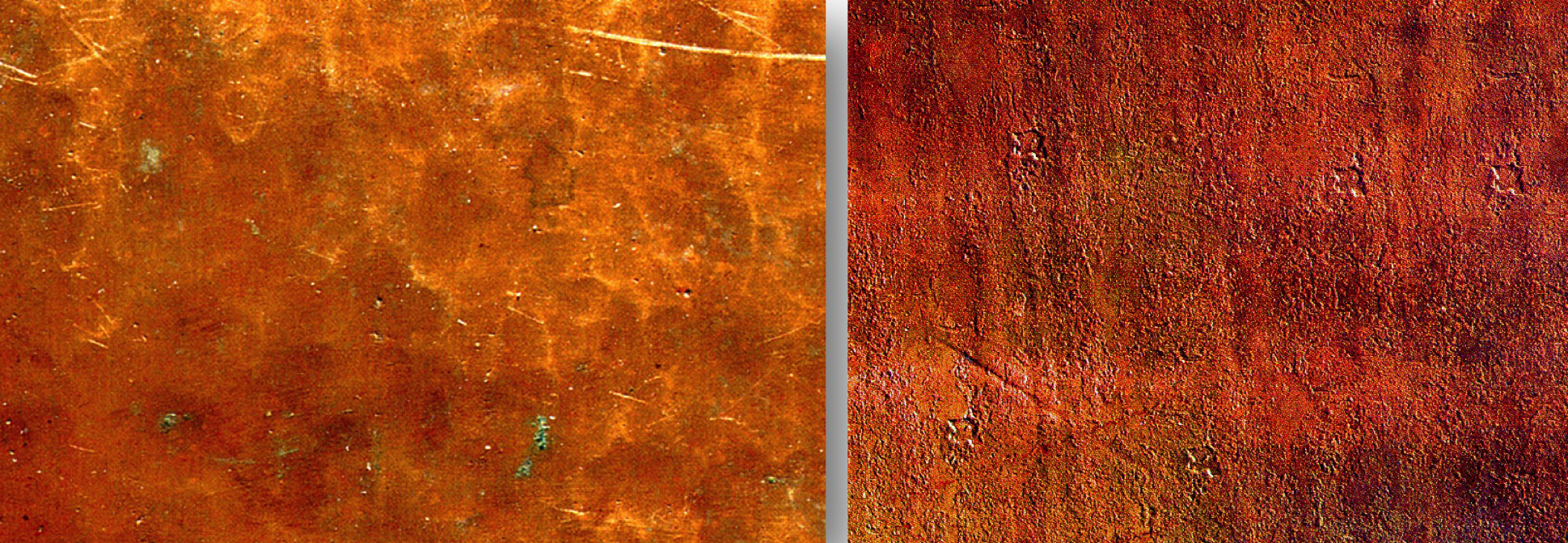
Die linke, ältere Kupfertafel wurde mit dem Hammer getrieben, die rechte jüngere gewalzt.

Kupfertafeln wurden bis ins späte 16. Jahrhundert von Hand geschlagen. Erst später war es möglich, Kupferplatten zu walzen. Wie eine Kupfertafel hergestellt wurde, lässt sich bei der Untersuchung der Gemälderückseite feststellen: Getriebene Tafeln haben eine leicht unebene Oberfläche mit Schlagspuren, während gewalzte Kupfertafeln relativ glatt und eben sind. Ältere Kupfertafeln sind im Verhältnis zu ihrer Größe meist dicker als jüngere.

## Kennzeichnung

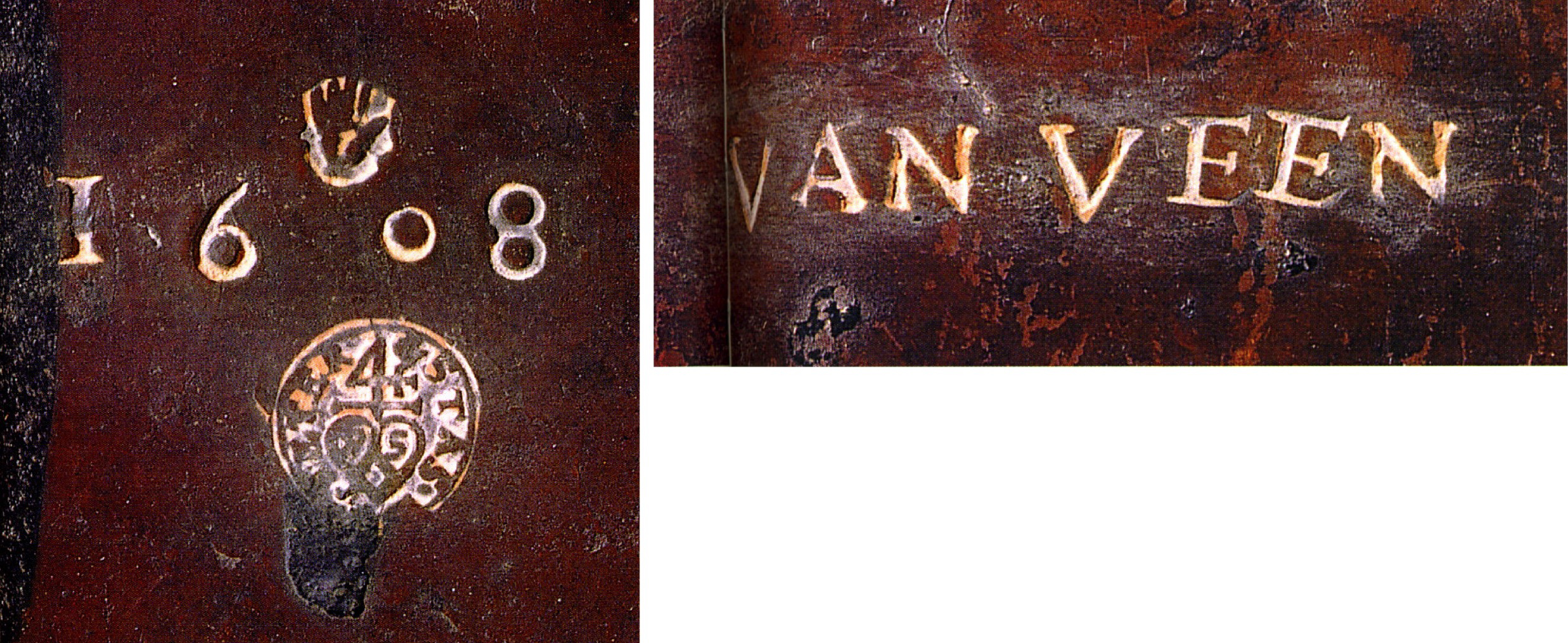
Einige Kupfertafeln tragen auf der Rückseite Schlagmarken, die sie als in Antwerpen hergestellt und bemalt ausweisen.

Einige der Kupfertafeln tragen auf der Rückseite Schlagmarken ähnlich den Schlagmarken und Brandmarken Antwerpener Holztafelbilder, die sie als dort hergestellt und bemalt ausweisen. Neben der Hand aus dem Antwerpener Stadtwappen, als Zeichen, dass die Tafel von einem Beschaumeister abgenommen und als gut befunden wurde, findet man auch die Hausmarke weniger Antwerpener Kupferschmiede wie z. B. Peter Stas und seltener den Namen des Künstlers auf der Rückseite.

## Malschicht
Die Malschicht auf Kupfertafeln des 16./17. und des 18. Jahrhunderts zeigt unterschiedliche Craquléformen. Während bis ins 17. Jahrhundert häufig nur mit der Lupe/Stereomikroskop sichtbare Alterssprünge von äußerster Feinheit zu erkennen sind, zeigt die Malschicht auf Kupfertafeln des 18. Jahrhunderts häufig ausgeprägte Frühschwundrisse.